# Lucas Necul
Lucas Misael Necul  (nacido el 21 de agosto de 1999) es un futbolista argentino que juega de Mediocampista y su equipo actual es Deportivo Madryn de la Primera B Nacional.

## Carrera en clubes
Empezó su carrera juvenil en Club Comercio y Club J.J. Moreno, antes de unirse a Arsenal. Fue promovido al equipo de Primera División al final de la Temporada 2017-18, debutando el 14 de abril de 2018 en la derrota 3-0 ante Belgrano. Jugó dos partidos más esa temporada en la que descendería a la segunda división. En la siguiente campaña en la Primera B Nacional, Necul anotó su primer gol ante Ferro Carril Oeste el 2 de diciembre de 2018, donde en esa temporada lograría el ascenso a la Primera División.

## Carrera internacional
Necul, en 2019, fue seleccionado para disputar los Juegos Panamericanos en Perú por Fernando Batista a la Selección de fútbol sub-23 de Argentina. Necul anotaría en la final ante Honduras, coronando a Argentina a ganar la competición y conseguir la medalla dorada.

## Clubes
| Club             | País      | Año           |
| ---------------- | --------- | ------------- |
| Arsenal          | Argentina | 2020-2021     |
| OF Ierapetra FC  | Grecia    | 2022          |
| Deportivo Madryn | Argentina | 2022-presente |

## Estadísticas

### Clubes
- Actualizado hasta el 28 de enero de 2021.

| Arsenal Argentina |                     |                     |    |   |   |   |   |    |    |      |      |
| 1.ª | 2017-18             | 3                   | 0  | 1 | 0 | - | - | 4  | 0  | 0,00 |      |
| 2.ª | 2018-19             | 19                  | 1  | 1 | 0 | - | - | 20 | 1  | 0,05 |      |
| 1.ª | 2019-20             | 5                   | 0  | 0 | 0 | - | - | 5  | 0  | 0,00 |      |
| 1.ª | 2020                | -                   | -  | 6 | 1 | - | - | 6  | 1  | 0,16 |      |
| Total club | Total club          | Total club          | 27 | 1 | 7 | 1 | - | -  | 34 | 2    | 0,05 |
| Total en su carrera | Total en su carrera | Total en su carrera | 27 | 1 | 7 | 1 | - | -  | 34 | 2    | 0,05 |
| (1) Las copas nacionales se refiere a la Copa Argentina y a la Copa de la Liga Profesional. (2) Las copas internacionales se refiere a la Copa Libertadores y a la Copa Sudamericana. (3) Media de goles por encuentro. No incluye goles en partidos amistosos. |                     |                     |    |   |   |   |   |    |    |      |      |

## Palmarés
| Título               | Club    | Sede      | Año     |
| -------------------- | ------- | --------- | ------- |
| Primera B Nacional   | Arsenal | Argentina | 2018-19 |
| Juegos Panamericanos | Sub-23  | Lima      | 2019    |